# Anna Schapire
Anna Schapire (née le 13 septembre 1877 à Brody et morte le 12 novembre 1911 à Vienne) est une écrivaine et traductrice autrichienne.

## Biographie
Anna Schapire naît à Brody en 1877, en Galicie. Elle est la plus jeune des cinq filles d’un marchand juif ; avec ses sœurs, elle reçoit une éducation à domicile et apprend plusieurs langues, dont l’allemand, le polonais, le français et le russe. À partir de 1895, elle voyage en Europe avec sa sœur Rosa, s’établissant à Hambourg, puis à Paris, Berne, Vienne et Berlin. 
Durant ses études berlinoises, Schapire fait la connaissance d’Otto Neurath, son aîné de cinq ans,. Elle soutient en 1906 à Berne une thèse sur les conditions de travail en Allemagne, sous la direction d’August Oncken (de). L’année suivante, elle épouse Otto Neurath. Le couple publie sous leurs deux noms des ouvrages d’économie et des traductions ; dans le cas des traductions, il est probable que l’essentiel du travail ait été effectué par Anna, compte tenu de leurs compétences linguistiques respectives.
Schapire appartient aux courants féministe et socialiste : elle publie des articles sur ces thèmes, soutient les mouvements d’ouvrières et propose dans ses écrits des avancées comme l’équité des salaires et de meilleures conditions de travail, notamment pour les mères de famille.
Elle meurt en novembre 1911, peu de temps après la naissance de son fils Paul Martin Neurath (de), de complications liées à l’accouchement.

## Publications
- Arbeiterschutz und die politischen Parteien in Deutschland, Bern, 1906 (thèse)
- Die Frau und die Sozialpolitik, 1908
- Lesebuch der Volkswirtschaftslehre, 1910 (co-écrit avec Otto Neurath)
- Lehrbuch der Volkswirtschaftslehre, 1910 (co-écrit avec Otto Neurath)
- Genius und Vererbung, 1910 (co-traduction avec Otto Neurath de Hereditary Genius de Francis Galton)